# Edgar Gonzalez
Pour le lanceur mexicain de baseball, voir Édgar González.
Edgar Victor Gonzalez (né le 14 juin 1978 à San Diego, Californie, États-Unis) est un joueur de deuxième but qui a joué dans la Ligue majeure de baseball pour les Padres de San Diego en 2008 et 2009 et dans la Ligue centrale du Japon avec les Yomiuri Giants en 2010 et 2012.
Il est le frère d'Adrian Gonzalez.

## Carrière
Joueur pour les Tritons de l'Université de Californie à San Diego, Edgar Gonzalez est drafté au 30e tour de sélection par les Devil Rays de Tampa Bay en 2000. Il ne joue jamais dans les majeures pour cette équipe et évolue en ligues mineures pour des équipes affiliées aux Devil Rays, aux Rangers du Texas, aux Nationals de Washington, aux Marlins de la Floride et aux Cardinals de Saint-Louis de 2000 à 2007 avant de débuter dans le baseball majeur avec l'équipe de sa ville natale, les Padres de San Diego, le 12 mai 2008.
À sa saison recrue en 2008, Gonzalez dispute 111 parties, frappe 7 coups de circuits, amasse 33 points produits et maintient une moyenne au bâton de ,274. Sa saison 2009 est amputée de 7 semaines de jeu après avoir subi une commotion cérébrale lorsque atteint par un lancer de Jason Hammel des Rockies du Colorado le 18 juillet. Il est libéré en novembre par les Padres après avoir frappé pour seulement ,216 avec 4 circuits et 18 points produits.
En 2010 et 2012, Gonzalez joue au Japon pour les Yomiuri Giants de la NPB. Il passe 2011 aux États-Unis dans les ligues mineures avec les Grizzlies de Fresno, club-école des Giants de San Francisco.

## Vie personnelle
Durant ses deux années à San Diego, Edgar évolue habituellement au deuxième but aux côtés de son jeune frère Adrian, un joueur de premier but. Les deux joueurs sont nés aux États-Unis mais leur père a fait partie de l'équipe nationale de baseball du Mexique.